# Александровская (Аврамова) волость
Александровская (Аврамова) волость — административно-территориальная единица Александрийского уезда Херсонской губернии.
По состоянию на 1886 год состояла из 12 поселений, 12 сельских общин. Население 3043 человека (1563 человек мужского пола и 1470 женского), 532 дворовых хозяйств.
| Собственность  | Площадь (в т. ч. пахотной) |
| -------------- | -------------------------- |
| Сельских общин | 3232 (2477)                |
| Частная        | 12 712 (3270)              |
| Другая         | 110 (97)                   |
| Всего          | 16 054 (5844)              |

Самые большие поселения:
- Александровка (Аврамовка) — село при реке Ингулец в 25 верстах от уездного города, 653 человека, 112 дворов, православная церковь, 2 ярмарки: Вербное воскресенье и Вознесение. За 5 вёрст — кирпичный завод.
- Краснополье (Ефимово) — село при реке Бешка, 452 человека, 86 дворов, молитвенный дом.